# Rua 42
42nd Street (bra/prt: Rua 42) é um filme musical pre-Code estadunidense de 1933, do gênero comédia, dirigido por Lloyd Bacon com roteiro de Rian James e James Seymour (além das contribuições não creditadas de Whitney Bolton), adaptado do romance homônimo de 1932 de Bradford Ropes. Contendo grande elenco com os nomes de Warner Baxter, Bebe Daniels, George Brent, Una Merkel, Ruby Keeler, Guy Kibbee, Dick Powell, Ned Sparks, George E. Stone, Allen Jenkins e Ginger Rogers, o filme gira em torno de ensaios de um espetáculo da Broadway no auge da Grande Depressão. Foi coreografado por Busby Berkeley, com partituras de Harry Warren e letras de Al Dubin.
O musical fez muito sucesso nas bilheterias, e hoje é considerado um clássico. Foi indicado ao Oscar de melhor filme. Em 1998, "42nd Street" foi selecionado para preservação no National Film Registry, seleção filmográfica da Biblioteca do Congresso dos Estados Unidos como sendo "culturalmente, historicamente ou esteticamente significativo". Em 2006, ficou em 13.º lugar na lista do Instituto Americano de Cinema de maiores musicais do cinema. Uma adaptação teatral do filme estreou na Broadway em 1980, ganhando dois Prêmios Tony, incluindo o prêmio de melhor musical.

## Sinopse

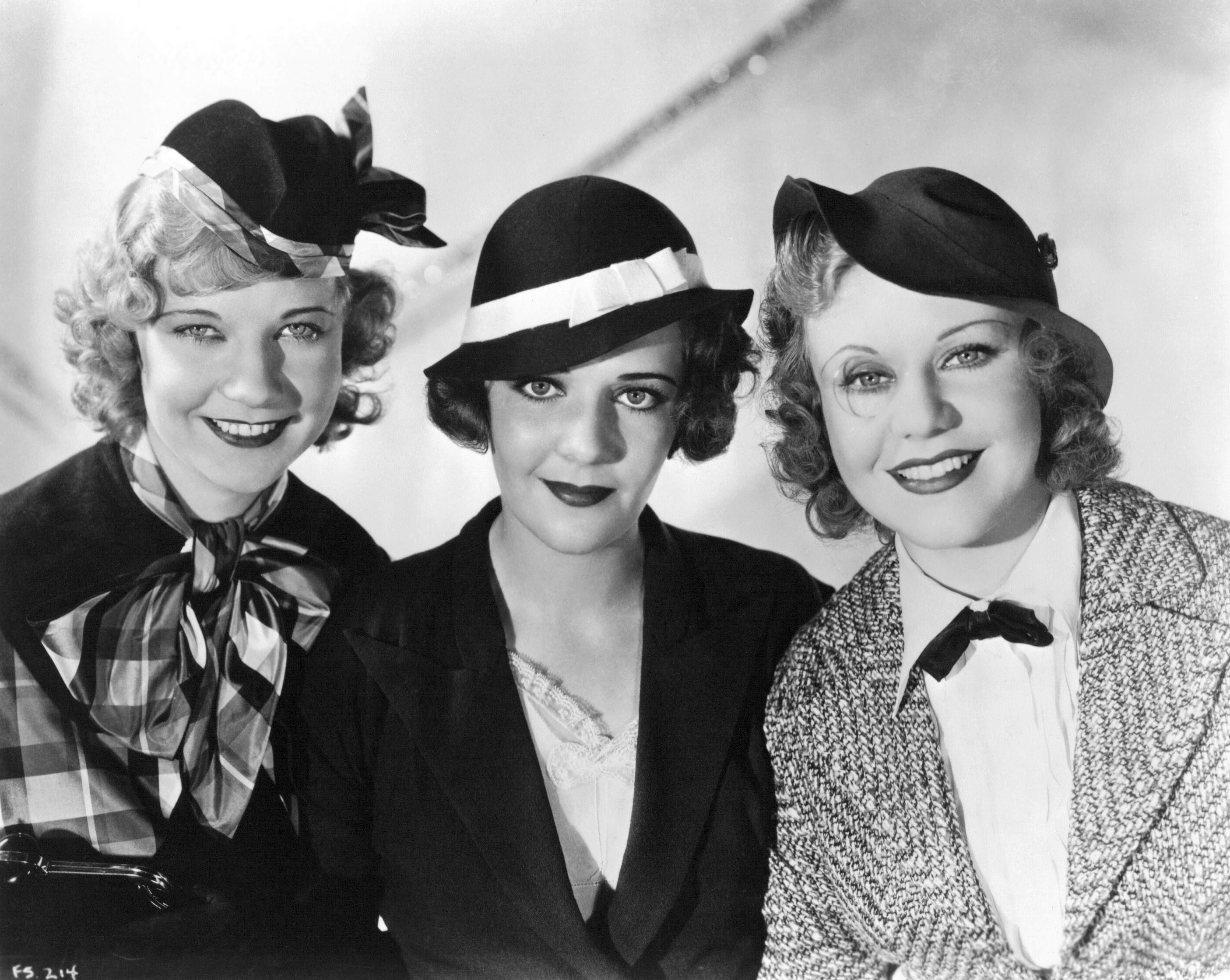
Una Merkel, Ruby Keeler e Ginger Rogers em "42nd Street".

É 1932, auge da Grande Depressão, e os notáveis produtores da Broadway, Jones (Robert McWade) e Barry (Ned Sparks), estão produzindo Pretty Lady, um musical estrelado por Dorothy Brock (Bebe Daniels). Ela se envolve com Abner Dillon (Guy Kibbee), o rico apoiador financeiro do programa, mas enquanto se ocupa mantendo-o ao seu lado mesmo à distância, ela secretamente tem encontros românticos com seu antigo parceiro de vaudeville, Pat Denning (George Brent), que está desempregado.
Julian Marsh (Warner Baxter) é contratado para dirigir o espetáculo, embora seu médico o avise que é um risco para sua vida continuar em uma profissão que exige muita pressão. Marsh abre falência como resultado da queda da bolsa de valores de 1929, mesmo depois de uma longa série de sucessos, então ele precisa fazer com que seu último show seja um grande sucesso, a fim de ter dinheiro suficiente para se aposentar.
A seleção do elenco e os ensaios começam em meio a uma competição acirrada, com muitas insinuações de "testes do sofá" sendo ditas pelos concorrentes. A ingênua recém-chegada Peggy Sawyer (Ruby Keeler), que chega a Nova Iorque de Allentown, Pensilvânia, é enganada e ignorada até que duas coristas experientes, Lorraine Fleming (Una Merkel) e Ann "Anytime Annie" Lowell (Ginger Rogers), a colocam sob suas asas. Lorraine já possui um emprego garantido por causa de seu relacionamento com o diretor de dança Andy Lee (George E. Stone); ela também faz com que Ann e Peggy sejam contratadas. O protagonista do espetáculo, Billy Lawler (Dick Powell), começa a gostar imediatamente de Peggy (depois dela ser enganada para invadir seu camarim), assim como Pat.
Quando Marsh descobre o relacionamento de Dorothy com Pat, ele envia alguns bandidos liderados por seu amigo gângster, Slim Murphy (Tom Kennedy), para agredi-lo. Isso, mais sua percepção de que a situação deles não é saudável, faz Dorothy e Pat concordarem em não se encontrar por um tempo. Ele consegue um emprego na Filadélfia.
Os ensaios continuam por cinco semanas – para completa insatisfação de Marsh – até a noite anterior à abertura surpresa do espetáculo na Filadélfia, quando Dorothy quebra o tornozelo. Na manhã seguinte, Abner entra em uma desavença com ela e pede para Marsh substituí-la por sua nova namorada, Ann. Ann nega o convite, dizendo que não pode estrelar o show, mas convence o diretor de que a inexperiente Peggy pode. Com 200 empregos em sua mão e seu futuro dependendo do resultado final, um desesperado Julian ensaia Peggy impiedosamente até uma hora antes da estreia, dizendo: "ou terei uma protagonista viva ou uma corista morta".
Os últimos vinte minutos do filme são dedicados a três números de produção de Busby Berkeley: "Shuffle Off to Buffalo", "(I'm) Young and Healthy" e "42nd Street".
Notas da história
No romance original de Bradford Ropes, Julian e Billy são amantes. Como os relacionamentos entre pessoas do mesmo sexo eram inaceitáveis nos filmes pelos padrões morais da época, o estúdio substituiu o casal homossexual por um romance entre Billy e Peggy. Em uma cena, uma insinuação sobre homossexualidade é apresentada quando o diretor Marsh coloca o braço sobre o ombro do coreógrafo Andy Lee e pergunta se ele já possui um encontro para a noite. Andy responde: "Não". Imediatamente, Marsh retruca: "Venha para casa comigo, sim? Estou solitário".

## Elenco
- Warner Baxter como Julian Marsh
- Bebe Daniels como Dorothy Brock
- George Brent como Pat Denning
- Ruby Keeler como Peggy Sawyer
- Guy Kibbee como Abner Dillon
- Una Merkel como Lorraine Fleming
- Ginger Rogers como Ann "Anytime Annie" Lowell[10]
- Ned Sparks como Barry
- Dick Powell como Billy Lawler
- Allen Jenkins como Mac Elroy, o gerente de palco
- Edward J. Nugent como Terry, um corista
- Robert McWade como Jones
- George E. Stone como Andy Lee
- Toby Wing como Loira no número musical "Young and Healthy"

O elenco não-creditado do filme inclui Harry Akst como Jerry, Adele Lacy como uma corista, Milton Kibbee, Louise Beavers, Lyle Talbot, George Irving e Charles Lane. Dubin e Warren, que escreveram as músicas do filme, fazem aparições especiais.

## Produção

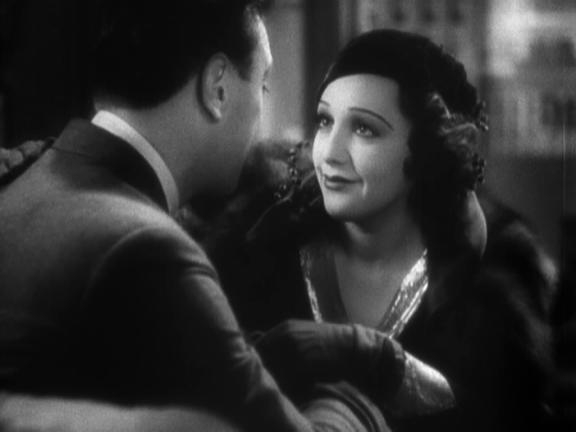
Dorothy mantém um relacionamento com Abner, mas seu coração pertence ao seu antigo parceiro, Pat

O filme foi o primeiro de Ruby Keeler, e a primeira vez que Berkeley, Warren e Dubin trabalharam para a Warner Bros. O diretor Lloyd Bacon não era a primeira escolha para dirigir – ele substituiu Mervyn LeRoy quando LeRoy ficou doente. LeRoy namorava Ginger Rogers na época e sugeriu a ela que assumisse o papel de "Anytime Annie".
Atores que foram considerados para os papéis principais quando o filme estava em fase de escalação incluem Warren William e Richard Barthelmess para o papel de Julian Marsh, eventualmente interpretado por Warner Baxter; Kay Francis e Ruth Chatterton em vez de Bebe Daniels para o papel de Dorothy Brock; Loretta Young como Peggy Sawyer em vez de Ruby Keeler; Joan Blondell em vez de Ginger Rogers para o papel de Anytime Annie; Glenda Farrell para o papel de Lorraine, interpretada por Una Merkel, e Frank McHugh em vez de George E. Stone para o papel de Andy, o diretor de dança.
O filme começou sua produção em 5 de outubro de 1932. O cronograma de filmagens ocorreu por 28 dias no estúdio da Warner Bros. em Burbank, Califórnia. O custo total do filme foi estimado em US$ 439.000.

## Recepção
O filme estreou em Nova Iorque em 9 de março de 1933 no Strand Theatre, e teve seu lançamento geral dois dias depois, tornando-se um dos mais lucrativos do ano, arrecadando um valor bruto estimado de US$ 2.300.000, igual a US$ 48.146.272 hoje. De acordo com os registros da Warner Bros., o filme ganhou US$ 1.438.000 nacionalmente e US$ 843.000 no exterior. Recebeu indicações ao Oscar de melhor filme e de melhor som, e foi nomeado um dos "10 melhores filmes de 1933" pelo Film Daily.
Mordaunt Hall, em sua crítica para o The New York Times, chamou o filme de "invariavelmente divertido" e "a comédia musical das telas mais animada e melodiosa que saiu de Hollywood".
O New York World-Telegram descreveu-o como "um entretenimento alegre, combinando, como fez, uma história bastante plausível da vida nos bastidores, alguns excelentes números musicais e rotinas de dança, e um elenco de atores consideravelmente acima da média encontrada em musicais das telas".
"Todo elemento é profissional e convincente", escreveu Variety. "Vai surpreender os fãs de musicais das telas com o mesmo grau que os musicais pioneiros da Metro fizeram".
John Mosher, do The New Yorker, chamou-o de "um filme brilhante" com "uma fantasia tão bonita da Broadway quanto você pode esperar ver", e elogiou o desempenho de Baxter como "um dos melhores que ele nos deu", embora ele tenha descrito o enredo como "o mais convencional a ser encontrado em tais ações".
"42nd Street" continuou a ganhar elogios nas décadas após seu lançamento.
O agregador de críticas Rotten Tomatoes dá ao filme uma classificação de 96% com base em 25 críticas. Seu consenso crítico diz: "Bubsy Berkeley faz isso de novo em 42nd Street, uma brilhante brincadeira da era da Depressão com números musicais estelares e coreografia impecável".
A crítica Pauline Kael escreveu: "(O filme) deu vida aos clichês que mantiveram parodistas felizes".
Em 14 de janeiro de 2004, Dennis Schwartz observou: "Os filmes musicais foram mudados para sempre por esta produção inovadora, enquanto, devido ao seu tremendo apelo nas bilheterias, não apenas salvou a Warner Brothers da falência, mas a transformou em um grande estúdio. Busby Berkeley ... criou números sob medida para este filme que ultrapassou os limites convencionais anteriores ... Não se pode dizer coisas boas o suficiente sobre o que Busby Berkeley fez para os musicais ... O melodrama desnecessário fica no caminho dos números musicais e dos divertidos acontecimentos atmosféricos. Mas quando a música está explodindo, isso se torna uma produção mágica e tudo é perdoado".
Em 10 de abril de 2020, no The New Yorker, listando os melhores filmes para se assistir durante a pandemia de COVID-19, Richard Brody observa: "Os musicais modernos começam a partir daqui, e a genialidade de Busby Berkeley explode em plena floração".

## Adaptação teatral
Em 1980, o filme foi adaptado para uma peça musical teatral por Harry Warren e Al Dubin. Ele apresentava partituras adicionais de Warren, letras de Dublin e Johnny Mercer, e um livro de Michael Stewart e Mark Bramble. A produção original da Broadway dirigida e coreografada por Gower Champion ganhou o Prêmio Tony de melhor musical. Desde então, foi produzido regional e profissionalmente em todo o mundo. A trilha sonora incluiu todos os números musicais do filme, além de "June".

## Prêmios e indicações
| Ano  | Cerimônia | Categoria    | Indicado        | Resultado |
| ---- | --------- | ------------ | --------------- | --------- |
| 1934 | Oscar     | Melhor filme | Lloyd Bacon     | Indicado  |
| 1934 | Oscar     | Melhor som   | Nathan Levinson | Indicado  |

O filme foi reconhecido pelo Instituto Americano de Cinema nas seguintes listas:
- 2004 – 100 Anos...100 Canções:
  - "42nd Street" – #97
- 2005 – 100 Years... 100 Movie Quotes:
  - "Sawyer, você está saindo daqui um jovem, mas você tem que voltar aqui uma estrela!" – #87
- 2006 – Maiores Musicais do Cinema – #13